# Justicia antirrhina
Justicia antirrhina är en akantusväxtart som beskrevs av Christian Gottfried Daniel Nees von Esenbeck och Mart.. Justicia antirrhina ingår i släktet Justicia och familjen akantusväxter. Inga underarter finns listade i Catalogue of Life.

## Bildgalleri

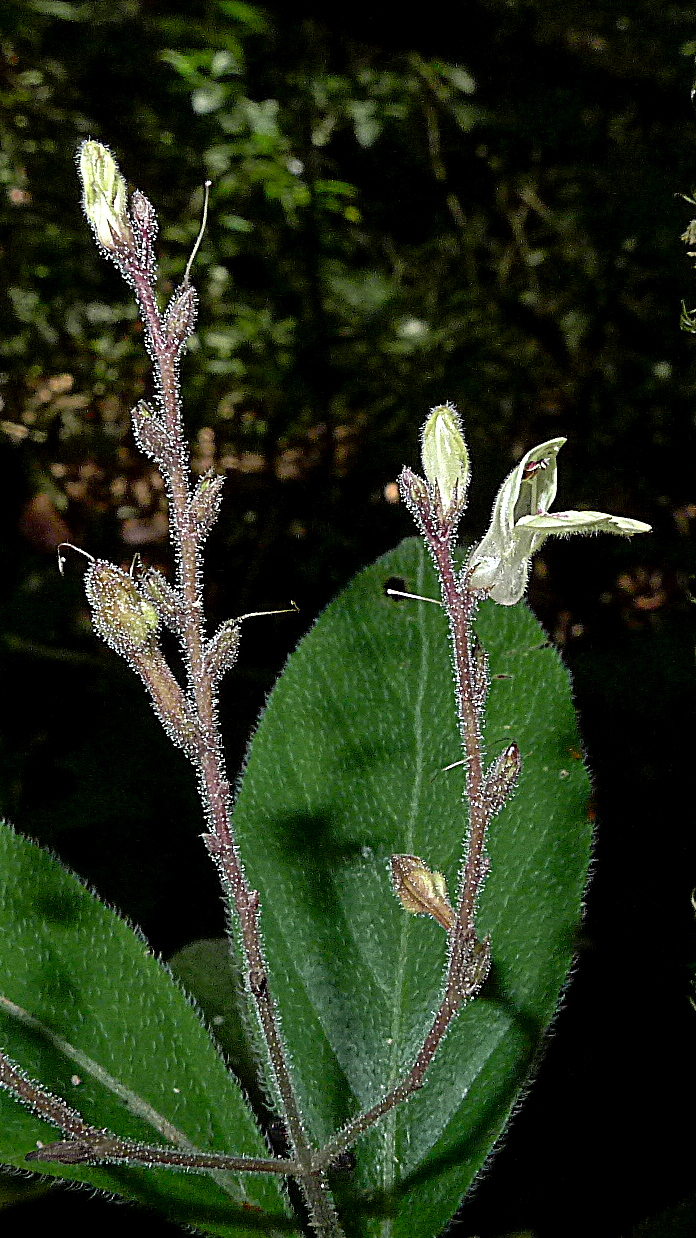
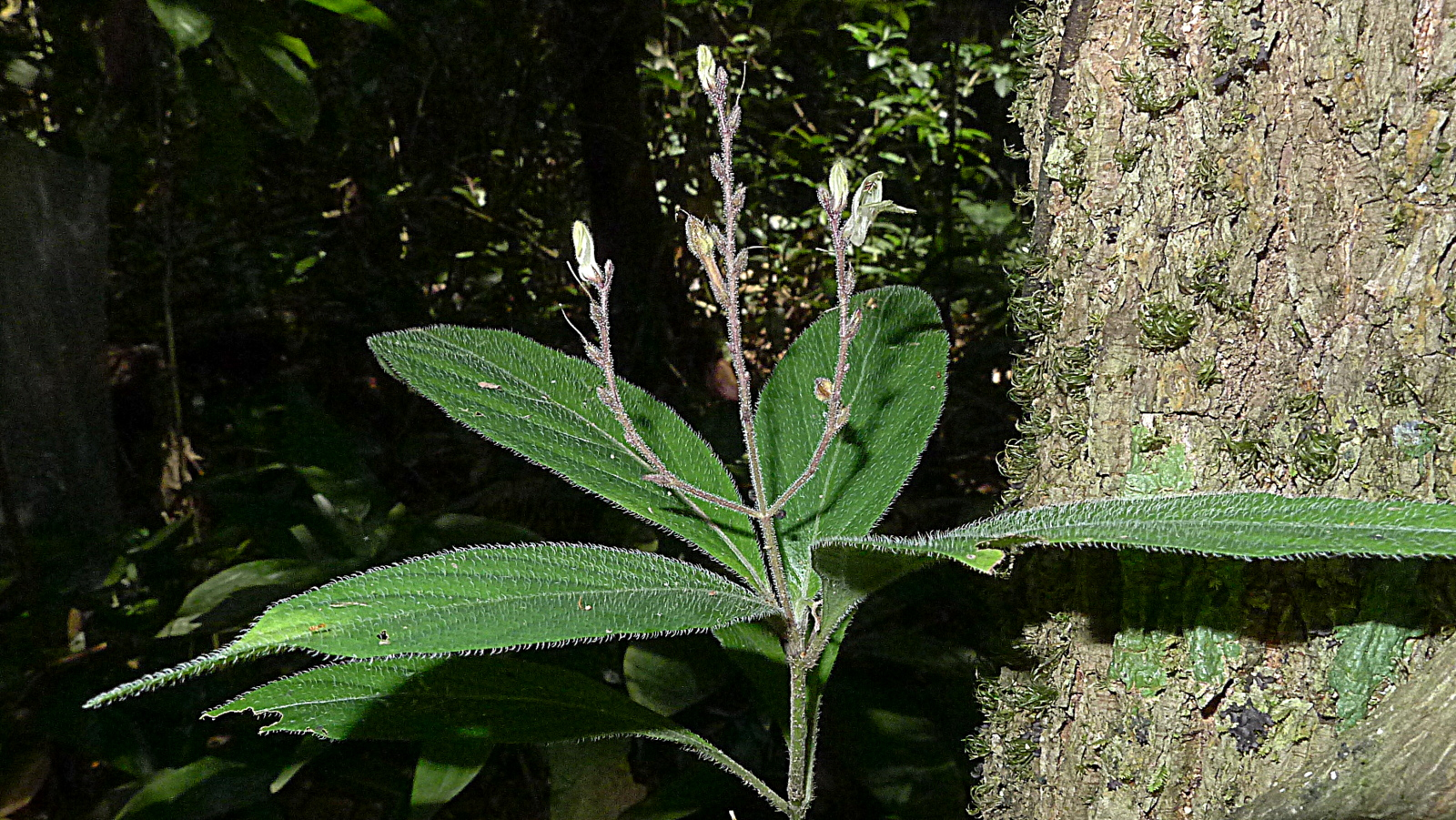
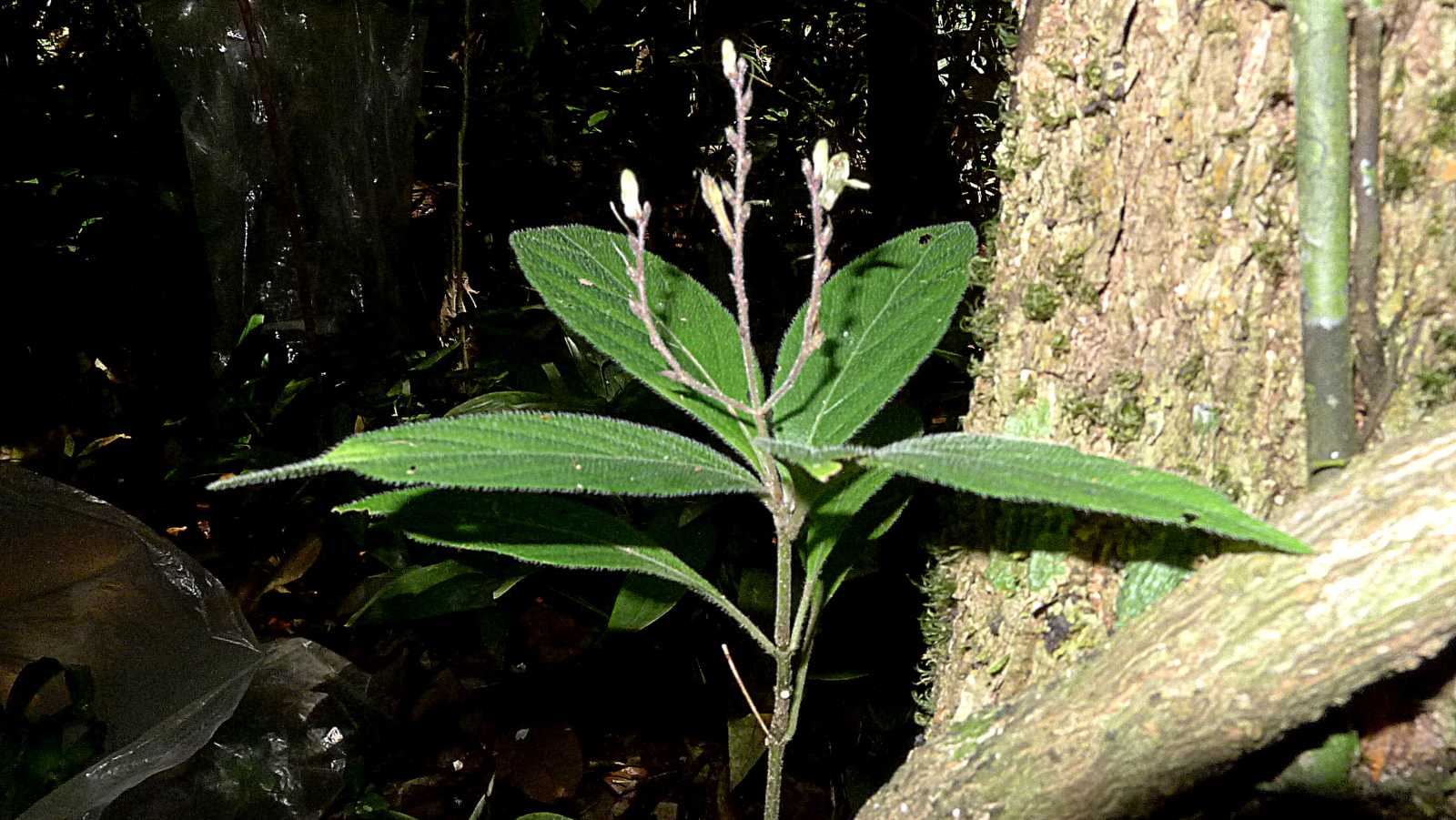
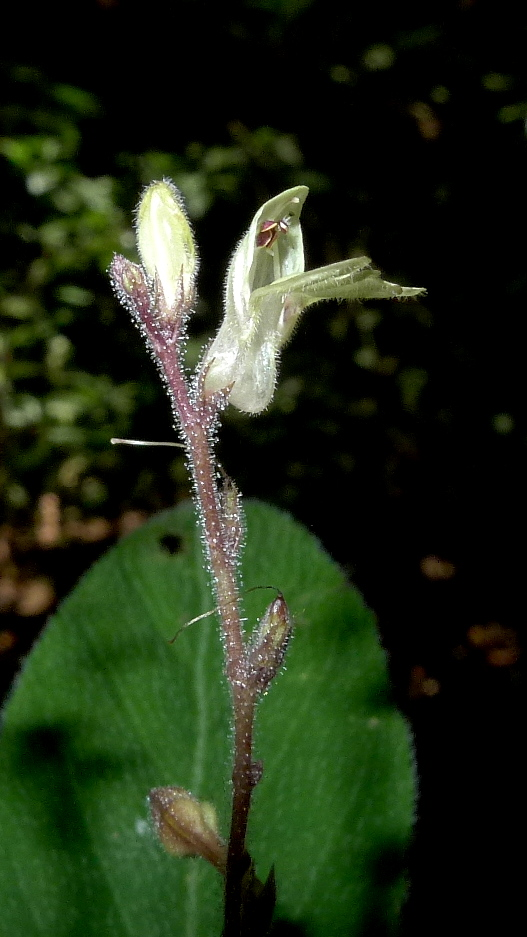
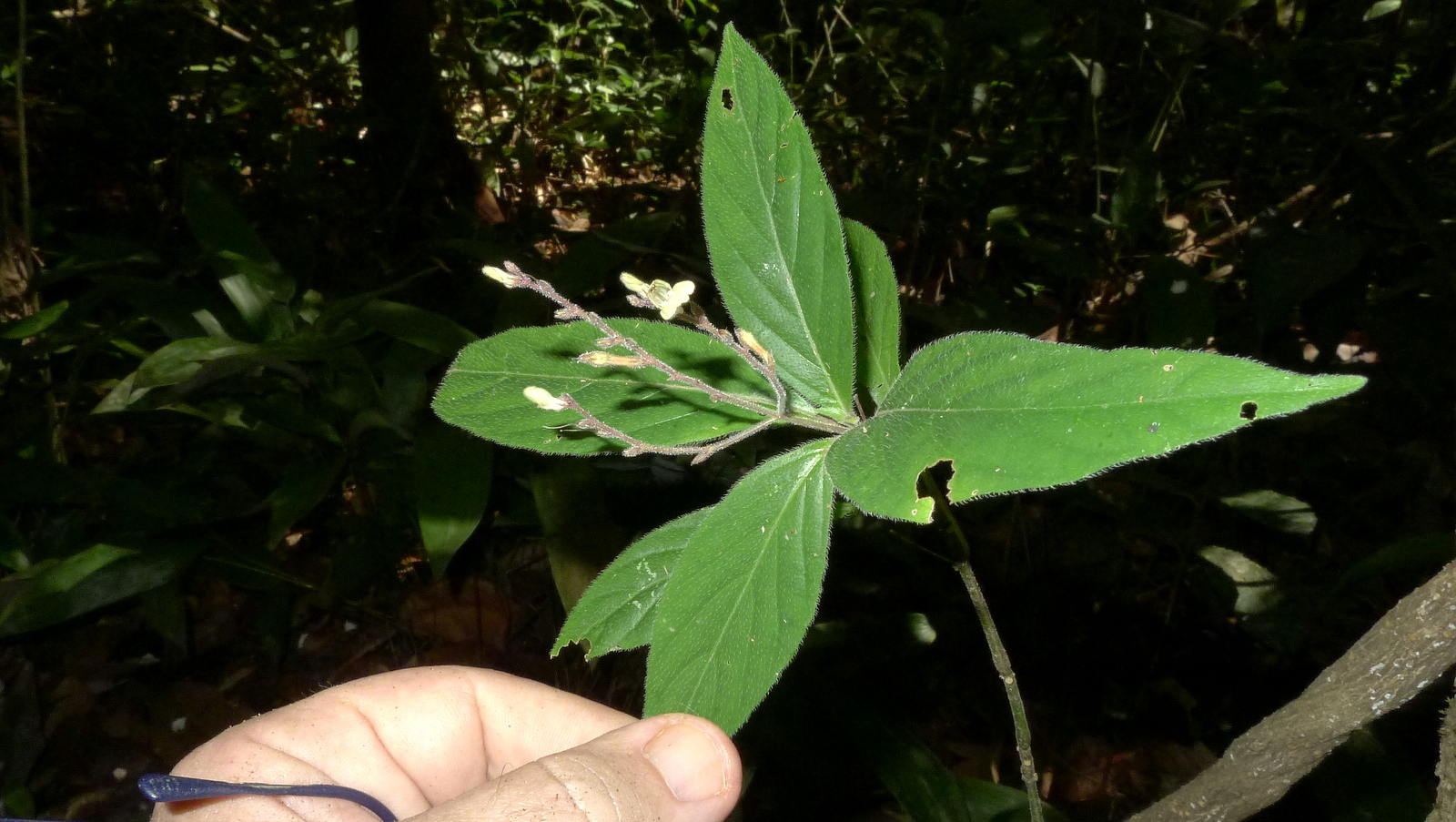
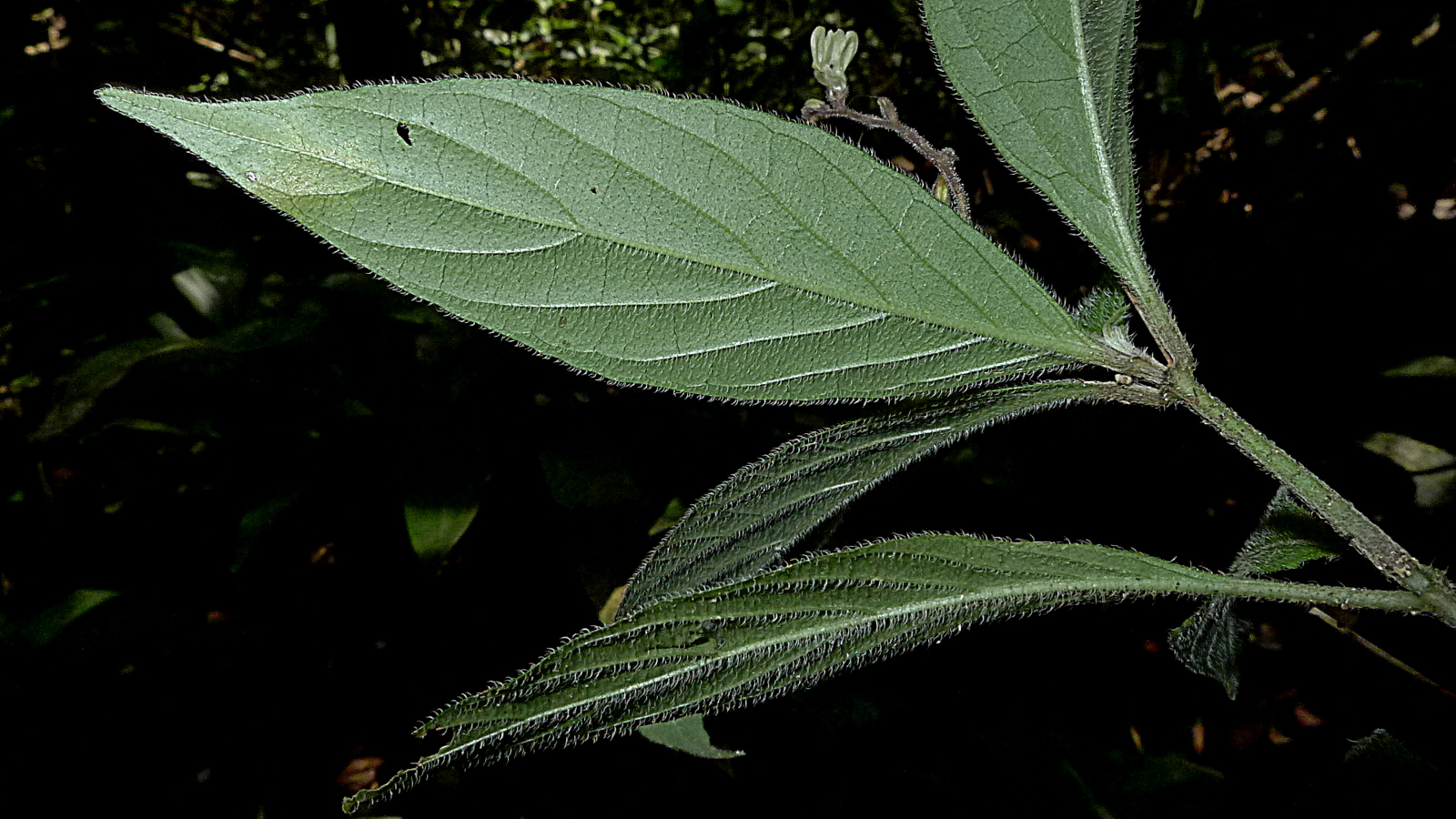